# Oltenia
Oltenia (Pequeña Valaquia en antiguas versiones, con los nombres en latín Wallachia Minor, Wallachia Alutana, Wallachia Caesarea usados entre 1718 y 1739) es una región histórica y geográfica de Rumanía. Está situada entre el Danubio, los Cárpatos meridionales y el río Olt).

## Geografía
Los tradicionales condados son Mehedinţi, Gorj, Dolj, Vâlcea, y Olt. La principal ciudad de la región y su capital durante toda la Edad Media es Craiova. Otras ciudades son Drobeta-Turnu Severin, Râmnicu Vâlcea, Slatina, Târgu Jiu, Caracal y Motru.

## Historia
Inicialmente fue habitada por los dacios, fue incorporada al Imperio romano (106, al final de las guerras dacias; ver Dacia romana). En 129, durante el reinado de Adriano, formó parte de la Dacia Inferior, una de las dos divisiones de la provincia (junto con la Dacia Superior, en la actual Transilvania); la reforma administrativa de Marco Aurelio hizo de Oltenia una de las tres nuevas divisiones (tres Daciae) como Dacia Malvensis, y la capital y principal ciudad era llamada Romula. Fue colonizada con veteranos de las legiones romanas. Los romanos abandonaron la administración al sur del Danubio a mediados del siglo III y Oltenia fue gobernada por los godos y dacios carpianos.
Por el 1247 el país estaba gobernado por Litovoi, quien más tarde dominó Muntenia para formar el estado medieval de Valaquia. Desde entonces hasta 1831, el voivoda (Príncipe de Valaquia) fue representado en Oltenia por un ban (marele ban al Craiovei - "el gran ban de Craiova", después la sede fue trasladada a Strehaia), considerado el cargo más grande en la jerarquía valaca, y que fue ocupado muchas veces por miembros de la familia Craioveşti (desde finales de 1400 a 1550).
Durante el siglo XV, Valaquia hubo de aceptar la soberanía del Imperio otomano y pagar un tributo anual para mantener su autonomía. Aun así, muchos gobernantes, incluido Miguel el Valiente, lucharon contra los otomanos, otorgando a Valaquia breves periodos de independencia total. Después de 1716, los otomanos decidieron que los boyardos valacos no escogerían a los voivodas, y establecieron el régimen fanariota.
Dos años más tarde, en 1718 bajo los términos del Tratado de Passarowitz, Oltenia fue separada de Valaquia y anexada por la monarquía de los Habsburgo (de facto, bajo ocupación austríaca en 1716); en 1739, fue devuelta a Valaquia bajo el príncipe Constantino Mavrocordatos, mediante el Tratado de Belgrado (ver Guerra austro-turca de 1716-18 y Guerra austro-turca de 1737-1739). Bajo la ocupación, Oltenia fue la única parte de los Principados del Danubio (con la excepción de la Bucovina) que experimentó el despotismo ilustrado y la administración austríaca, aunque que con una gran oposición de los boyardos conservadores. Aunque antes aclamados como liberadores, los austríacos pronto decepcionaron a los valacos al imponer una reforma administrativa, fiscal, judicial y política muy rígida que centralizaba e integraba el territorio (antagonizando ambos extremos del espectro social: eliminando los privilegios de los nobles e imponiendo fuertes tasas a los campesinos).
En 1761, la residencia de los bandos fue trasladada a Bucarest, de cara a un centralismo (un kaymakam representaba a los boyardos en Craiova). Se mantuvo hasta la muerte del último ban, Barbu Văcărescu, en 1832.
En 1821, Oltenia y el condado de Gorj fueron el centro de la revuelta de Tudor Vladimirescu (ver Levantamiento valaco de 1821). Tudor inicialmente agrupó a su ejército panduro en Padeş (Gorj), y logró el control de los monasterios fortificados de Tismana y Strehaia.